# NGC 1292
NGC 1292 (również PGC 12285) – galaktyka spiralna (Sc), znajdująca się w gwiazdozbiorze Pieca. Odkrył ją w listopadzie 1885 roku Edward Emerson Barnard.